# 金禮英
金禮英（?—?），新罗宗室，追封惠康王，新罗第38任国王元聖王金敬信之子，新罗第43任国王僖康王金悌隆、第45任国王神武王金祐徵、第47任国王宪安王金誼靖之祖父。
金禮英是元聖王金敬信之子，金仁謙之弟。金禮英官至角干（真骨第一等）。他的女儿貴勝夫人嫁给了金仁謙的儿子憲德王金彦昇。金禮英有三子一女：金憲貞、金永貞、金均貞、貴勝夫人。金憲貞之子是僖康王金悌隆。神武王元年（839年），金均貞之子金祐徵即位為神武王，追尊祖父金禮英為惠康大王。